# Paracalyx nogalensis
Paracalyx nogalensis är en ärtväxtart som först beskrevs av Emilio Chiovenda, och fick sitt nu gällande namn av Syed Irtifaq Ali. Paracalyx nogalensis ingår i släktet Paracalyx och familjen ärtväxter. Inga underarter finns listade i Catalogue of Life.